# Ferrocarril Hanói-Lao Cai
La línea Hanói–Lao Cai (en vietnamita: Đường sắt Hà Nội–Lào Cai) es una línea ferroviaria de 296 km (183,9 mi) que opera en el norte de Vietnam. Es una línea de carril único de ancho métrico que conecta Hanói, la capital de Vietnam, con Lao Cai, una ciudad fronteriza vietnamita capital a su vez de la provincia homónima. En la actualidad se considera la sección vietnamita de la línea internacional Kunming-Hai Phong, siendo la continuación de la sección china Kunming-Hekou, que llega hasta Hekou, condado autónomo de China en la frontera con Vietnam y con la misma ciudad de Lao Cai.

## Historia
A finales del siglo XIX, los franceses estudiaron la apertura de un ferrocarril hacia el noroeste a lo largo del río Rojo. De hecho, los franceses solo tenían la intención de abrir este ferrocarril a Yen Bai, para explotar los recursos de las provincias del centro. Pero cuando se descubrió que las provincias del suroeste de China tenían más probabilidades de desarrollarse económicamente, al ser ricas en recursos minerales, pero mostrándose difíciles para intercambiar bienes entre localidades, Francia (a través del protectorado de Tonkín) abrió el ferrocarril Hanói-Lao Cai y se acercó a las provincias del suroeste de China. Entre 1898 y 1906, Francia utilizó a más de 10.000 soldados y civiles para realizar trabajos forzados, cavando montañas y lonas a lo largo del río Rojo por los 296 kilómetros que tendría la línea ferroviaria.
En 1906, el ferrocarril de ancho métrico de Hanói cruzó el puente Long Bien que conecta con Lao Cai. A partir de aquí, Francia continuó construyendo extendiéndose a la región de Yunnan en China. Toda la línea ferroviaria consta de 7 estaciones principales, 27 estaciones de tren, e incluye la estación de Lao Cai, que es la segunda estación más grande del país después de la estación de Hang Co (Hanói).
La sección ferroviaria fomentó tanto instalaciones industriales como prósperas plantaciones. Los agricultores de las provincias de las llanuras del norte como Hai Duong, Hung Yen, Thai Binh y Nam Dinh se vieron beneficiadas así como también provincias donde pasa el ferrocarril, como Phu Tho, Yen Bai, Lao Cai, que vieron crecer su industria.
De 1939 a 1950, el ferrocarril Hanói-Lao Cai se utilizó para transferir mineral de apatita de Lao Cai al gobierno francés.
En 1958, Ho Chi Minh abordó un tren para visitar a la gente de Lao Cai a través de esta línea. Cuando se restableció la paz en el Norte tras la guerra de Resistencia contra Estados Unidos, el Partido y el Estado continuaron invirtiendo y mejorando el ferrocarril Hanói-Lao Cai.

## Infraestructura
La línea ferroviaria consiste en 296 km de largo, de los cuales unos 111 km son secciones curvas. La condición técnica actual está desactualizada, muchas secciones del ferrocarril se han deteriorado con el paso del tiempo. El equipo de locomotoras que sirve al ferrocarril Hanói-Lao Cai se considera el más moderno tras el utilizado en la línea Norte-Sur, pero el mal estado del ferrocarril hace que las locomotoras no se puedan explotar a su plena capacidad.
Antes de 2014, el ferrocarril Hanói-Lao Cai era la mejor ruta de conexión entre ambas ciudades debido a la estrecha y sinuosa carretera nacional 70. Cuando se completó la autopista Hanói-Lao Cai, el ferrocarril se debilitó y el número de pasajeros se ha visto disminuido desde entonces.

## Impacto económico y cultural

### Desarrollo regional
La existencia del ferrocarril ha sido fundamental para el desarrollo económico de las regiones del norte de Vietnam, facilitando el transporte de mercancías y turistas, especialmente hacia destinos como Sapa.

### Patrimonio cultural
La línea ferroviaria no solo es una arteria de transporte, sino también un componente importante del patrimonio cultural, reflejando la historia colonial y las interacciones comerciales entre Vietnam y China.